# Aspilatopsis vilisaria
Aspilatopsis vilisaria là một loài bướm đêm trong họ Geometridae.